# Пиримидиновый димер

DNA Lesion-Thymine Dimer

Пиримидиновый димер — дефект ДНК, возникающий в результате образования ковалентной связи между двумя соседними пиримидиновыми основаниями (тимином или цитозином) под действием ультрафиолетовых лучей. Ультрафиолетовые лучи вызывают разрыв двойной связи и образование в этом месте ковалентной связи между двумя нуклеотидами. Образование димера приводит к нарушению транскрипции ДНК на данном участке и возникновению мутаций. Образование димеров является главной причиной возникновения меланомы у человека.

## Типы димеров

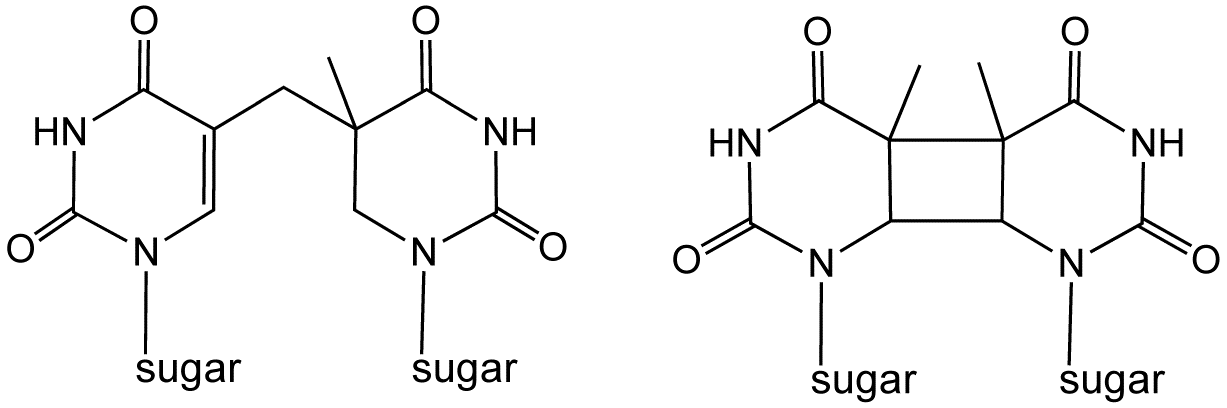
Слева: 6,4-фотопродукт. Справа: циклобутановый димер

В результате реакции возникает либо циклобутановый димер, либо пиримидин-(6,4)-пиримидиновые фотопродукты. Основу циклобутанового димера составляет четырёхуглеродное кольцо, возникающее на месте разрыва двух двойных связей соседних пиримидиновых оснований.
6,4-фотопродукты, составляют в среднем треть от количества циклобутановых димеров, однако более мутагенны.
Репарацию циклобутановых димеров осуществляет ДНК-фотолиаза.

## Мутагенез
Пиримидиновые димеры часто вызывают мутации при репликации, репарации или транскрипции ДНК как у прокариотов, так и у эукариотов. Как тиминовые, так и цитозиновые димеры, и димеры тимин — цитозин могут вызывать мутации. Цитозиновые димеры чаще приводят к мутациям, чем тиминовые димеры, а горячие пятна ультрафиолетового мутагенеза чаще всего совпадают с димерами тимин — цитозин, но ими могут быть и цитозиновые димеры. Механизмы образования мутаций, вызванных пиримидиновыми димерами, были разработаны в рамках полимеразной и полимеразно-таутомерной моделей ультрафиолетового мутагенеза. В полимеразной модели предполагается, что единственной причиной мутагенеза являются случайные ошибки ДНК-полимераз, ферментов, встраивающих основания напротив матричных оснований. Полимеразно-таутомерная модель ультрафиолетового мутагенеза основана на том факте, что при образовании димеров может изменяться таутомерное состояние входящих в них оснований. Показано, что некоторые из редких таутомерных состояний могут приводить к мишенным мутациям замены оснований в процессах репликации или репарации. Существуют модели, основанные на дезаминировании цитозина. Димеры, включающие цитозин, склонны к деаминированию, включая замену цитозина на тимин.

## Репарация ДНК

Меланома — одна из злокачественных опухолей кожи

Пиримидиновые димеры вызывают локальные конформационные нарушения в структуре ДНК, позволяющие ферментам репарации распознавать дефект.
У большинства организмов (исключая плацентарных млекопитающих, к которым относится человек) они могут восстанавливаться за счёт фотореактивации.
Фотореактивация — это процесс, в котором фермент ДНК-фотолиаза напрямую восстанавливает димер за счёт фотохимической реакции. Дефекты ДНК обнаруживаются этим ферментом, после чего в результате поглощения кванта света с длиной волны более 300 нм ковалентная связь между основаниями разрывается, восстанавливая цепочку ДНК до первоначального состояния.
Наиболее универсальный процесс восстановления повреждений ДНК связан с вырезанием дефектных и близстоящих нуклеотидов и восстановлением комплементарной цепочки.
Пигментная ксеродерма — генетическое заболевание человека, вызванное сбоем процесса репарации фотодимеров и характеризующаяся обесцвечиванием кожи и появлением опухолей при ультрафиолетовом облучении. Нерепарированные димеры способны также привести к меланоме.